# Demarkationsvertrag
Demarkationsverträge sind in Deutschland Verträge, die zwischen Energieversorgungsunternehmen (EVU) geschlossen wurden. Durch solche Verträge wurde Energieversorgungsunternehmen ein bestimmter räumlicher Bereich zugewiesen, in dem sie unter Ausschluss anderer Versorgungsunternehmen Energie liefern konnten.

## Arten
Es kann zwischen horizontalen Demarkationsverträgen zwischen Energieanbietern der gleichen Stufe (z. B. zwischen Energielieferanten) und vertikalen Demarkationsabsprachen (z. B. zwischen Energielieferanten und einem Energieabnehmer) unterschieden werden. Vor als auch nach der Liberalisierung konnten Demarkationsabsprachen gegen das Kartellrecht verstoßen, da durch diese Vereinbarungen der freie Wettbewerb zwischen Stromanbietern beeinträchtigt werden kann.

## Entwicklung
Den ersten Demarkationsvertrag verhandelten 1906 Walter Rathenau für die AEG mit Hugo Stinnes und seiner Ehefrau Cläre für die RWE, um die Versorgungsgebiete der beiden großen Player gegeneinander abzugrenzen. Beide Seiten erlaubten sich zwar Verstöße gegen den Vertrag, spätestens der Erste Weltkrieg setzte die Zeichen aber endgültig auf Kooperation.
Das 1935 unter der nationalsozialistischen Herrschaft erlassene Energiewirtschaftsgesetz ließ Demarkationsverträge ausdrücklich zu. Das Gesetz verfolgte den Zweck, schädliche Auswirkungen des Wettbewerbes auf den Energiemarkt auszuschalten. Hierzu rechnete man durch Konkurrenz ausgelöste Mehrfachinvestitionen. Ergänzt wurden die Regelungen im Energiewirtschaftsgesetz durch eine Regelung in § 103 GWB. Danach war der Wettbewerb zwischen Energieanbietern untersagt, Demarkationsverträge durften allerdings nur mit einer Laufzeit von höchstens 20 Jahren abgeschlossen werden.
Bis zur Liberalisierung des Strommarktes waren Demarkationsverträge nach § 103 GWB zwar zulässig, unterstanden allerdings der Kartellaufsicht. Von der Ausnahme von dem ansonsten allgemein geltenden Kartellverbotes wurde starker Gebrauch gemacht. In den 1970er-Jahren bestanden bereits etwa 40.000 derartige Absprachen, die das Gebiet der damaligen Bundesrepublik Deutschland bereits mit einem Geflecht von Monopolgebieten überzogen hatten. Angesichts dessen hatte sich bereits 1963 das Bundeskartellamt für ein Verbot der Demarkationsverträge ausgesprochen. Angesichts der durch das Europarecht und durch zunehmende Bestrebungen in der Politik, Demarkationsverträge zu verbieten, absehbaren Liberalisierung reagierten die Stromkonzerne in den 1990ern durch die zunehmende Beteiligung an kommunalen Energieversorgern.
In der Folge der breiten Praxis ergab sich in Deutschland ein relativ stark zentralisierter Energiemarkt. Dieser war schließlich 1998 in eine Verbund-, eine Regional- und eine Lokalebene unterteilt. Auf der Verbundebene waren lediglich acht Unternehmen tätig, die circa 80 % des Stroms produzierten und das Verbundsstromnetz unterhielten. Diese Unternehmen gaben die Elektrizität an die Unternehmen der Regional- und Lokalebene weiter, waren ihrerseits aber auch erheblich an den etwa 70 Unternehmen der Regionalebene beteiligt. Der Endverbraucher hatte Stromlieferverträge mit den örtlichen oder den regionalen Anbietern.
Das Bundeskartellamt war nach der EG-Verordnung 17/62 beauftragt, in Deutschland auch das europäische Wettbewerbsrecht anzuwenden, welches eine Freistellung, wie im damaligen § 103 GWB, von energiewirtschaftlichen Demarkationsverträgen nicht vorsah. Das Bundeskartellamt begann daraufhin erstmals mit einer Entscheidung vom 3. September 1993, Art. 85 Abs. 1 des Vertrag zur Gründung der Europäischen Gemeinschaft (EGV) direkt anzuwenden. Erklärtes Ziel war es die Monopolstellungen der Energieanbieter durch die Demarkationsverträge aufzubrechen.